# Zigeunerfels (Wengelsbach)
Der Zigeunerfels (französisch Rocher des Bohémiens) ist ein Sandsteinfelsen mit mittelalterlicher Burgstelle nahe am Wengelsbacher Hals bei Wengelsbach im Département Bas-Rhin.

## Geschichte
Direkte historische Belege fehlen vollständig. Die Vermutung, es könnte sich um „Ober-Wasigenstein“ handeln, wird heute nicht mehr vertreten. Wahrscheinlicher ist die Annahme, dass es sich um einen Vorposten der Burg Wasigenstein handelte. Wie bei den anderen namenlosen Burgen der Region ist eine nur kurze Dauer des Bestehens anzunehmen. Der heutige Name ist neuzeitlich und verweist auf eine angebliche Nutzung durch Sinti und Roma.

## Anlage

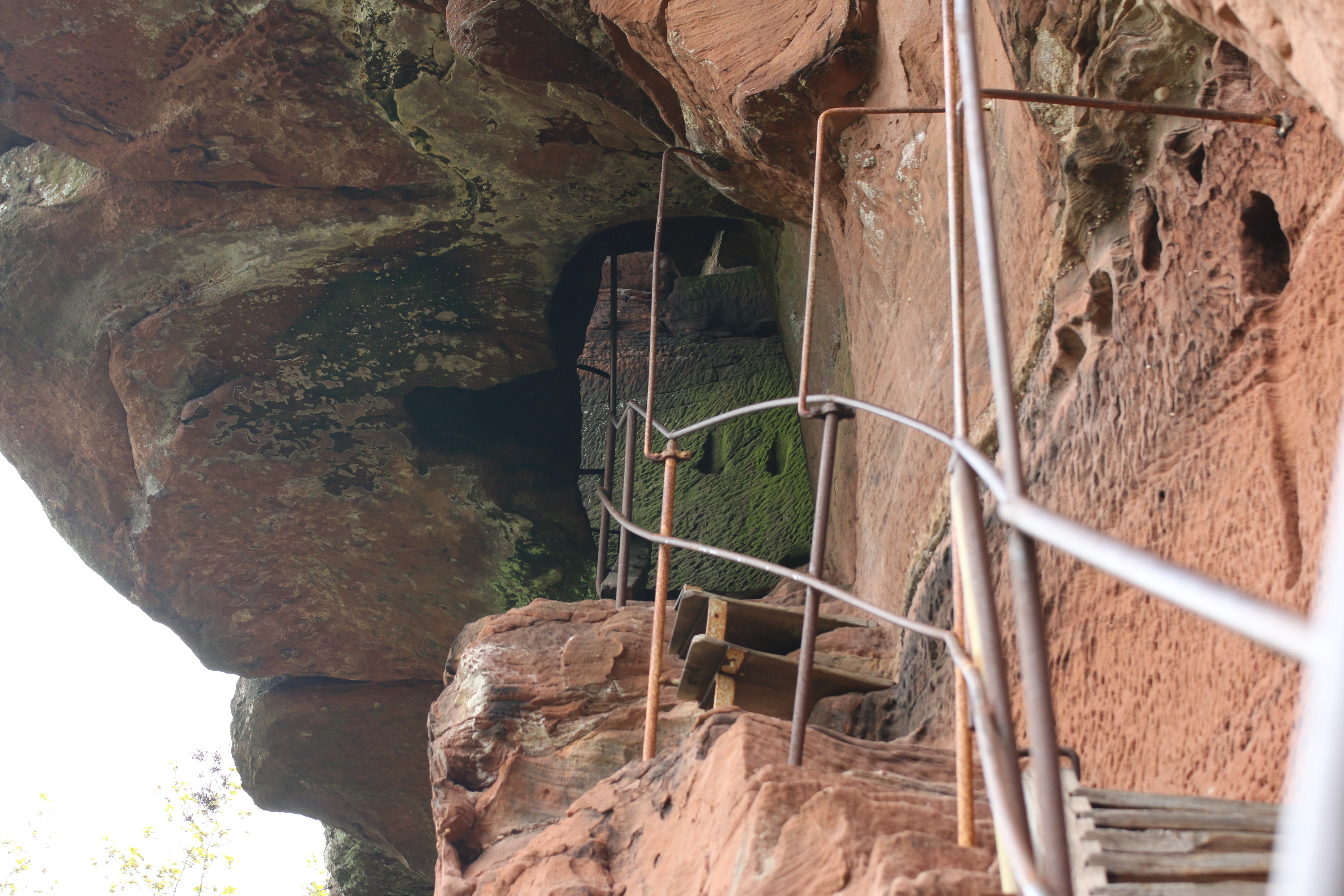
Treppenaufgang zur Burg

Am ca. 30 m langen Felsen finden sich deutliche Spuren mittelalterlicher Bebauung wie in den Fels gehauene Treppen und Kammern sowie Pfostenlöcher. Mauerreste sind nicht vorhanden, vermutlich handelte es sich um einen reinen Holzbau.